# South Hams
South Hams es un distrito no metropolitano del condado de Devon (Inglaterra). Tiene una superficie de 886,51 km². Según el censo de 2001, South Hams estaba habitado por 81 849 personas y su densidad de población era de 92,33 hab/km².